# Józef Hornberger
Józef Hornberger (ur. 15 stycznia 1897 w Dąbrowie Tarnowskiej, zm. wiosną 1940 w Charkowie) – major piechoty Wojska Polskiego, działacz niepodległościowy, ofiara zbrodni katyńskiej.

## Życiorys
Syn Jakuba i Małgorzaty z domu Penc. Od 1914 wstąpił do Legionów i został przyjęty do 1 pułku piechoty. 
W 1918 roku wstąpił do Wojska Polskiego i został przydzielony do 8 pułku piechoty Legionów. Po zakończeniu działań wojennych pozostał w wojsku oraz został zweryfikowany do stopnia porucznika ze starszeństwem z dniem 1 czerwca 1919 roku. W 1923 roku służył i pracował w Okręgowym Zakładzie Gospodarczym II z oddelegowaniem do Kierownictwa Rejonu Intendentury Grodno. Następnie został przeniesiony do intendentury 3 Dywizji Piechoty. W 1924 roku został awansowany na kapitana ze starszeństwem z dniem 15 sierpnia 1924 roku. Od 1927 roku służył w 3 pułku strzelców podhalańskich. Na majora został awansowany ze starszeństwem z 19 marca 1937 i 36. lokatą w korpusie oficerów piechoty. W marcu 1939 roku pełnił służbę w 6 Okręgowym Urzędzie Przysposobienia Wojskowego i Wychowania Fizycznego we Lwowie na stanowisku komendanta Okręgu Związku Strzeleckiego nr VI.

W czasie kampanii wrześniowej 1939 roku, podczas obrony Lwowa, był dowódcą improwizowanego batalionu. Po agresji ZSRR na Polskę i kapitulacji Lwowa przed Armią Czerwoną został wbrew warunkom kapitulacji miasta wzięty do niewoli sowieckiej i przewieziony do obozu w Starobielsku. Wiosną 1940 roku został zamordowany przez funkcjonariuszy NKWD w Charkowie i pogrzebany potajemnie w bezimiennej mogile zbiorowej w Piatichatkach, gdzie od 17 czerwca 2000 roku mieści się oficjalnie Cmentarz Ofiar Totalitaryzmu w Charkowie. Figuruje na Liście Starobielskiej NKWD, pod poz. 777.
5 października 2007 roku minister obrony narodowej Aleksander Szczygło mianował go pośmiertnie na stopień podpułkownika. Awans został ogłoszony 9 listopada 2007 roku w Warszawie, w trakcie uroczystości „Katyń Pamiętamy – Uczcijmy Pamięć Bohaterów”.

## Ordery i odznaczenia
- Krzyż Niepodległości – 25 stycznia 1933 „za pracę w dziele odzyskania niepodległości”[11]
- Krzyż Walecznych[1]
- Srebrny Krzyż Zasługi – 17 marca 1930 „za zasługi na polu wyszkolenia wojska”[12]
- Medal Pamiątkowy za Wojnę 1918–1921
- Medal Dziesięciolecia Odzyskanej Niepodległości
- Odznaka za Rany i Kontuzje
- Medal 10 Rocznicy Wojny Niepodległościowej (Łotwa)[13]